# Bánki József
Bánki József (Budapest, 1962. szeptember 11. –) labdarúgó, középpályás, újságíró.

## Pályafutása

### A válogatottban
1988-ban öt alkalommal szerepelt az olimpiai válogatottban. Nyolcszoros ifjúsági válogatott, négyszeres utánpótlás-válogatott.

## Sikerei, díjai
- Magyar bajnokság
  - 2.: 1982–83, 1988–89, 1990–91
  - 3.: 1989–90
- Magyar kupa (MNK)
  - döntős: 1986, 1989
- Gyulai István-díj (2021)[1]